# Oak Grove (Kentucky)
Oak Grove es una ciudad ubicada en el condado de Christian en el estado estadounidense de Kentucky. En el Censo de 2010 tenía una población de 7489 habitantes y una densidad poblacional de 268,03 personas por km².

## Geografía
Oak Grove se encuentra ubicada en las coordenadas 36°40′28″N 87°25′22″O / 36.67444, -87.42278. Según la Oficina del Censo de los Estados Unidos, Oak Grove tiene una superficie total de 27.94 km², de la cual 27.85 km² corresponden a tierra firme y (0.32%) 0.09 km² es agua.

## Demografía
Según el censo de 2010, había 7489 personas residiendo en Oak Grove. La densidad de población era de 268,03 hab./km². De los 7489 habitantes, Oak Grove estaba compuesto por el 63.47% blancos, el 22.23% eran afroamericanos, el 1.2% eran amerindios, el 1.63% eran asiáticos, el 0.65% eran isleños del Pacífico, el 4.43% eran de otras razas y el 6.38% pertenecían a dos o más razas. Del total de la población el 13.25% eran hispanos o latinos de cualquier raza.